# Петрищук Олександр Вікторович
Олекса́ндр Ві́кторович Петрищу́к (нар. 27 лютого 1987, м. Чернівці, Українська РСР — пом. 24 червня 2014, поблизу с. Новоселівка, Слов'янський район, Донецька область, Україна) — капітан (посмертно) Служби безпеки України, оперативний співробітник Центру спеціальних операцій «Альфа». Загинув під час антитерористичної операції на сході України.

## Життєпис
Народився 1987 року в Чернівцях. З 1999 по 2002 навчався у художній школі, викладачі радили після 9 класу обов'язково продовжити навчання у Вижницькому ліцеї прикладного мистецтва. Але Сашко вже у 8 класі вирішив стати військовим, тож закінчивши 9 класів загальноосвітньої школи № 27, у 2002 вступив до Львівського державного ліцею з посиленою військово-фізичною підготовкою імені Героїв Крут. По закінченні ліцею у 2005 році вступив на фізичний факультет Чернівецького національного університету, де провчився один рік і вирішив вступати до Київського політехнічного інституту. Обрав спецкурс із захисту інформації, дистанційно закінчив курси підготовки до вступу, займався з репетиторами, отримав направлення Управління СБУ в Чернівецькій області.
2006—2007 — студент спеціального факультету СБУ Військового інституту телекомунікації та інформатизації при Національному технічному університеті України «Київський політехнічний інститут».
2007—2011 — студент, а потім курсант Інституту спеціального зв'язку та захисту інформації НТУУ «КПІ». У 2010 здобув базову вищу освіту бакалавра за напрямком підготовки «Інформаційна безпека», а у 2011 — кваліфікацію фахівця із захисту інформації з обмеженим доступом в інформаційних та комунікаційних системах.
З 2011 року працював у Києві — на оперативно-технічних посадах в підрозділі «Альфа» Служби безпеки України.
У зв'язку з російською збройною агресією проти України з весни 2014-го виконував завдання в рамках проведення антитерористичної операції.
24 червня 2014 року у складі технічної групи фахівців СБУ виконував завдання зі встановлення та налагодження телекомунікаційного обладнання в районі міста Слов'янська, з метою організації моніторингу простору, фіксації фактів порушення перемир'я в зоні проведення АТО. По закінченні робіт група мала повертатись у вертольоті армійської авіації Мі-8МТ. Одразу після зльоту з гори Карачун близько 17:10 вертоліт був збитий російськими терористами з переносного зенітно-ракетного комплексу, вибухнув і впав поблизу села Новоселівка (на той час — Красноармійське), почалася пожежа з детонуванням боєкомплекту. Всі 9 чоловік, які були на борту, загинули: командир екіпажу підполковник Андрій Бєлкін, борттехнік майор Руслан Мазунов, штурман капітан Дмитро Шингур; четверо співробітників СБУ — підполковник Володимир Шкіра, майор Ігор Горбенко, старший лейтенант Олександр Петрищук, старший прапорщик Марк Шпак та двоє спецпризначенців 3-го Кіровоградського полку старші солдати Олександр Кондаков й Олексій Волохов.
О 17:07 було зроблено доповідь керівництву АТО про зліт, а о 17:10 вже надійшла доповідь про падіння вертольота. За свідченнями очевидців, озброєна група терористів чекала на зліт вертольота. Бойовики пересувалася на двох легкових автівках та мікроавтобусі. Після пуску ракети з ПЗРК, вони втекли у напрямку найближчого населеного пункту Билбасівка, що поблизу Слов'янська.
Ідентифікацію загиблих проводили за експертизою ДНК. Похований 5 вересня на Центральному кладовищі Чернівців на Алеї Слави. Посмертно присвоєне звання капітана.
Батько Віктор Зіновійович помер невдовзі після смерті сина. Залишилися мати Світлана Олексіївна та молодша сестра Альона.

## Нагороди
- За особисту мужність і героїзм, виявлені у захисті державного суверенітету та територіальної цілісності України, нагороджений орденом Богдана Хмельницького III ступеня (08.08.2014, посмертно)[6].
- Рішенням Чернівецької міської ради нагороджений медаллю «На славу Чернівців» (посмертно).

## Вшанування пам'яті
24 червня 2015 біля гори Карачун на місці падіння збитого терористами гелікоптеру Мі-8МТ встановили пам'ятний знак дев'ятьом загиблим захисникам.
У жовтні 2015 в Національній академії СБУ відкрито пам'ятний знак одинадцятьом загиблим співробітникам спецслужби, на якому викарбуване ім'я Олександра Петрищука.
24 травня 2017 у Чернівцях на фасаді будівлі ЗОШ № 27 відкрито меморіальну дошку на честь Олександра Петрищука.